# A Ranch Widower's Daughters
A Ranch Widower's Daughters è un cortometraggio muto del 1912 scritto, prodotto e diretto da Gilbert M. 'Broncho Billy' Anderson.

## Produzione
Il film fu prodotto dalla Essanay Film Manufacturing Company.
Gilbert M. 'Broncho Billy' Anderson, fondatore della casa di produzione Essanay (che aveva la sua sede a Chicago), cominciò a girare i suoi western in California. A Ranch Widower's Daughters fu girato a Lakeside.

## Distribuzione
Distribuito dalla General Film Company, il film - un cortometraggio a una bobina - uscì nelle sale cinematografiche statunitensi il 12 marzo 1912.